# 黄金の三日月地帯

世界の麻薬密造地帯（三日月：黄金の三日月地帯、三角：黄金の三角地帯）

黄金の三日月地帯（おうごんのみかづきちたい、英語: Golden Crescent）とは、アフガニスタンのニームルーズ州、パキスタンのバローチスターン州・カイバル・パクトゥンクワ州、イランの国境が交錯する地帯で、アフガニスタン東部のジャラーラーバードから南部のカンダハールを経て南西部のザランジ南方へと続く三日月形の国境地帯。「黄金の三角地帯」と並ぶ世界最大の麻薬の密造地帯である。英名からゴールデン・クレセントともいう。
ケシの栽培は主に東部のジャラーラーバードで行われており、その生産量は1999年に4665トン、世界シェアの約80 %を占めていた。2000年7月にはタリバンのオマル師がケシの栽培を全面的に禁止し、結果、2000年の生産量は3276トン、2001年は185トンまで縮小した。しかしながら、2001年のタリバン政権崩壊後は再び増産傾向にあり、2005年には4100トン、作付面積で10万ヘクタールを超え、世界シェアの85 %以上にまで拡大している。
アフガニスタンで製造された麻薬の60 %は近隣諸国で消費され、残りが欧州に流れる。また、欧州諸国で流通する麻薬の80 %以上がアフガニスタン原産とも言われている。アフガニスタン国内の麻薬依存者数は2006年に判明しただけでも92万人を超え、大きな社会問題となっている。この問題に取り組むため、国連を中心に農民への啓発活動や代替作物への転換などが行われ、アフガニスタン政府も麻薬対策省を設けるなどして対策を強化している。
アフガニスタンで2021年に成立したタリバン暫定政権は、2022年4月に麻薬禁止令を出してケシ栽培を禁じた。UNODC（国連薬物犯罪事務所）によれば2022年の推定生産量は6200トンに達し世界の80 %を占めていたが、2023年には333トンに激減した。アフガニスタン全土でケシから小麦への転作が進んだものの、小麦による収入はケシよりも安く、農家の収入は著しく減少している。
もうひとつの麻薬密造地帯の黄金の三角地帯は、東南アジアのタイ、ミャンマー、ラオスの国境が接する場所にある。